# Albert Henry DeSalvo

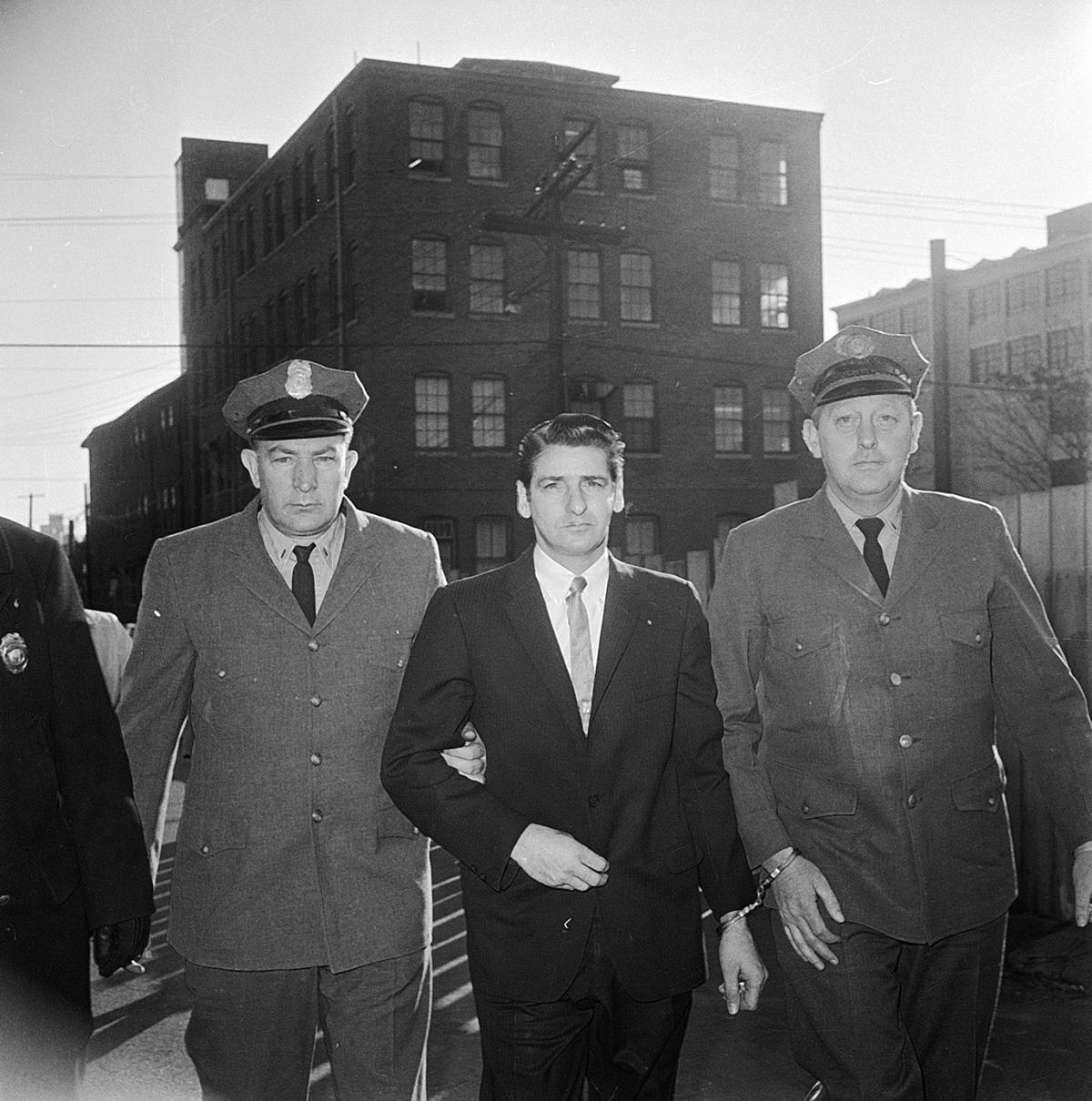
Albert DeSalvo (1967)

Albert Henry DeSalvo (* 3. September 1931 in Chelsea, Massachusetts; † 26. November 1973 in Walpole, Massachusetts) war ein US-amerikanischer Serienmörder. DeSalvo ist auch bekannt als „The Boston Strangler“ (Der Würger von Boston). Ihm werden 13 Morde zur Last gelegt.

## Leben

### Jugend
DeSalvo wuchs in einem gewalttätigen Elternhaus auf. Sein Vater war ein aggressiver Alkoholiker, der seiner Frau vor den Augen seiner Kinder alle Zähne ausschlug und ihr die Finger brach. In jungen Jahren beging Albert DeSalvo eine Reihe von kleineren Verbrechen, ging später zur US-Armee und verbrachte als Soldat acht Jahre in Deutschland, wo er auch seine Frau Irmgard Kessel kennenlernte. Mit ihr hatte DeSalvo zwei Kinder. Nach seiner ehrenvollen Entlassung aus der Armee kehrte er in die USA zurück.
DeSalvo setzte seine kriminelle Karriere mit einer Reihe von sexuellen Belästigungen fort. Daraufhin wurde er einer psychiatrischen Untersuchung zugeführt, in der er als Soziopath diagnostiziert wurde. Im Mai 1961 wurde DeSalvo wegen Einbruchs zu zwei Jahren Haft verurteilt. Nach abgemilderter Strafe kam er im April 1962 aus der Haft frei.

### Morde
Der erste Mord, der dem „Boston Strangler“ zugeschrieben wird, geschah am 14. Juni 1962. Das Opfer war die 55-jährige Anna Slesers. Sie war – wie alle anderen Opfer – alleinstehend.
In der Folgezeit (Juni 1962 bis Januar 1964) wurden weitere zwölf Frauen tot aufgefunden. Sie waren jeweils mit einem Kleidungsstück erdrosselt worden. Einbruchsspuren gab es nicht; offenbar hatten die Frauen ihren Mörder freiwillig in die Wohnung gelassen.
Obwohl sich DeSalvo im September 1965 zu den „Boston Strangler“-Morden bekannte, wurde er nicht angeklagt, weil die Beweise nicht ausreichten. Da DeSalvo als „grüner Mann“ (er trug bei der Tat grüne Hosen) eine Reihe von Vergewaltigungen und Einbrüchen begangen hatte und bei einer Gegenüberstellung als Täter identifiziert wurde, brachte man ihn in das staatliche Krankenhaus von Bridgewater zur Beobachtung. Im Januar 1967 wurde DeSalvo wegen der Grüner-Mann-Vergewaltigungen zu lebenslanger Haft verurteilt. Einen Monat später gelang ihm die Flucht aus der Nervenheilanstalt in Bridgewater (Massachusetts). Er wurde aber bereits nach 24 Stunden wieder verhaftet.
James A. Brussel, Psychiater und Vorläufer der „Profiler“, war in die Ermittlungen einbezogen und schildert sie in seinem Buch Das ungezähmte Böse. Die berühmtesten Fälle des Sherlock Holmes unter den Psychiatern.

### Tod und Nachweis der Täterschaft
Albert Henry DeSalvo wurde am 26. November 1973 tot im Gefängniskrankenhaus aufgefunden. Er war von einem Mithäftling durch einen Messerstich ins Herz getötet worden. Die Umstände seiner Ermordung in einer mehrfach gesicherten Abteilung des Gefängnisses blieben bislang ungeklärt.
Im Juli 2013 wurde bei einer Analyse eine „Familien-Übereinstimmung“ zwischen der DNA im Zusammenhang mit dem Mord an Mary Sullivan und der eines Neffen von DeSalvo festgestellt. Daraufhin wurde die Leiche DeSalvos exhumiert, und ein Gentest bestätigte die Identität des genetischen Profils von Samenspuren aus den Asservaten der Ermordeten mit dem genetischen Profil DeSalvos.

## Opferliste
| Todesdatum        | Name              | Alter    |
| ----------------- | ----------------- | -------- |
| 14. Juni 1962     | Anna Slesers      | 55 Jahre |
| 28. Juni 1962     | Mary Mullen       | 85 Jahre |
| 30. Juni 1962     | Helen Blake       | 65 Jahre |
| 30. Juni 1962     | Nina Nichols      | 68 Jahre |
| 19. August 1962   | Ida Irga          | 75 Jahre |
| 20. August 1962   | Jane Sullivan     | 67 Jahre |
| 5. Dezember 1962  | Sophie Clark      | 20 Jahre |
| 30. Dezember 1962 | Patricia Bissette | 23 Jahre |
| 9. März 1963      | Mary Brown        | 69 Jahre |
| 6. Mai 1963       | Beverly Samans    | 23 Jahre |
| 8. September 1963 | Evelyn Corbin     | 58 Jahre |
| 23. November 1963 | Joann Graff       | 23 Jahre |
| 4. Januar 1964    | Mary Sullivan     | 19 Jahre |

## Film
- 1968 wurde über die geschilderten Vorgänge ein bis heute berühmter Spielfilm mit dokumentarischem Einschlag gedreht, Der Frauenmörder von Boston (The Boston Strangler). DeSalvo wurde darin höchst überzeugend von Tony Curtis dargestellt; Regie führte Richard Fleischer. Die Kritiker waren begeistert, Curtis wurde für den Golden Globe nominiert.[3]

- Eine weitere filmische Interpretation des Themas unter Beachtung der Zweifel an der Schuld von DeSalvo wurde 2008 unter der Regie von Michael Feifer produziert. In der Hauptrolle mimt David Faustino (Eine schrecklich nette Familie, Bud Bundy) den Boston Strangler Albert De Salvo. Der Film wurde am 12. März 2009 in Deutschland mit dem Titel The Boston Strangler – Die wahre Geschichte des Killers DeSalvo auf DVD veröffentlicht, erreichte aber bei weitem nicht die öffentliche Beachtung des Vorgängers.[4]
- Im Dezember 2012 wurden Pläne zu einer neuen Verfilmung über die Taten des Boston Stranglers bekannt. Als Produzenten sollten Kevin McCormick und Casey Affleck fungieren, der auch die Hauptrolle des Henry DeSalvo übernehmen sollte. Das Drehbuch sollte Chuck Maclean verfassen.[5]
- In der Handlung des US-amerikanischen Spielfilms Copykill  (Copycat[6]) von 1995 werden ebenfalls Bezüge zu den Boston Strangler-Fällen hergestellt.
- Ridley Scott griff als Produzent die Jagd der Presse nach dem Boston Strangler in dem gleichnamigen Film mit Keira Knightley in der Hauptrolle auf, der am 17. März 2023 bei Disney+ als Stream angeboten wurde. Regisseur und Autor der Verfilmung ist Matt Ruskin.[7]

## Sonstiges
Im Lied Midnight Rambler der Rolling Stones von 1969 heißt es „Well you heard about the Boston strangler, it's not one of those“.